# 楊彝 (常熟)
楊彝（1583年—1661年），字子常，號谷園，蘇州府常熟縣唐市人。
最早為錢謙益門下，與太倉州人顧夢麟合稱“楊顧”，後在鳳基園創“應社”，稱為“唐市派”，門下學士盈門。天啟四年（1624年），與郡中名士張采、楊廷樞、朱隗、吳昌時等十一人組織復社。明崇禎八年歲貢，為松江訓導，薦授都昌知縣，不赴任。清軍南下後，閉門謝客，築有鳳基樓，後與顧炎武有往來，顧炎武稱楊彝為“通經之士”。
順治八年（1651年），顧炎武遊四方。楊彝為亭林送行。與顧夢麟、萬壽祺、歸莊等21人寫成《為顧寧人徵天下書籍啟後》。著有《復社事實》。《黔詩紀略》輯其詩八首。《清詩紀事》收《娩山衣道人》一首，有“每說蒼生唯痛哭，只余白髮頓飄零”句。